# Amandaprisen
De Amandaprisen (Amandaprijs) is een Noorse filmprijs die sinds 1985 jaarlijks uitgereikt wordt tijdens het Internationaal filmfestival van Noorwegen.
De prijs wordt uitgereikt in verschillende categorieën en is bedoeld ter promotie en verbetering van de Noorse filmindustrie. Vanaf 2005 is de prijs exclusief bedoeld voor films en niet meer voor televisie.
De naam verwijst naar een shanty (zeemanslied) met de titel Amanda fra Haugesund uit de jaren 1920.

## Bronzen beeld
Het ontwerp van het bronzen beeldje werd gekozen uit de inzendingen van een wedstrijd, gehouden door de lokale krant Haugesunds Avis in 1985. De wedstrijd werd gewonnen door de Noorse beeldhouwer Kristian Kvakland. Het huidig beeldje heeft een hoogte van 30 cm, een diameter van 14 cm en weegt 2,5 kg. Het originele beeldje woog 4,5 kg maar werd na enkele jaren uitgehold zodat het 2 kg minder woog.

## Categorieën
Sinds 2010 worden er prijzen in de volgende categorieën uitgereikt:
- Beste Noorse film
- Beste regisseur
- Publieksprijs
- Beste acteur
- Beste actrice
- Beste mannelijke bijrol
- Beste vrouwelijke bijrol
- Beste kinder- en jeugdfilm
- Beste originele scenario
- Beste camerawerk
- Beste geluid
- Beste muziek
- Beste montage
- Beste productieontwerp
- Beste visuele effecten
- Beste korte film
- Beste documentaire
- Beste buitenlandse film
- De gouden filmklapper (technische prijs)
- De Amanda ereprijs

## Prijswinnaars

### Beste Noorse film
- 1985 – Orions belte, regie: Ola Solum
- 1986 – Hustruer – ti år etter, regie: Anja Breien
- 1987 – X, regie: Oddvar Einarson
- 1988 – Veiviseren, regie: Nils Gaup
- 1989 – For harde livet, regie: Sigve Endresen
- 1990 – En håndfull tid, regie: Martin Asphaug
- 1991 – Herman, regie: Erik Gustavson
- 1992 – Frida – med hjertet i hånden, regie: Berit Nesheim
- 1994 – Hodet over vannet, regie: Nils Gaup
- 1995 – Eggs, regie: Bent Hamer
- 1996 – Kjærlighetens kjøtere, regie: Hans Petter Moland
- 1997 – Budbringeren, regie: Pål Sletaune
- 1998 – Salige er de som tørster, regie Carl Jørgen Kiønig
- 1999 – Bare skyer beveger stjernene, regie Torun Lian
- 2000 – S.O.S., regie Thomas Robsahm
- 2001 – Heftig og begeistret, regie Knut Erik Jensen
- 2002 – Alt om min far, regie: Even Benestad
- 2003 – Salmer fra kjøkkenet, regie: Bent Hamer
- 2004 – Buddy, regie: Morten Tyldum
- 2005 – Hawaii Oslo, regie: Erik Poppe
- 2006 – Slipp Jimmy fri!, regie: Christopher Nielsen
- 2007 – Reprise, regie: Joachim Trier
- 2008 – Mannen som elsket Yngve, regie: Stian Kristiansen
- 2009 – Max Manus, regie: Espen Sandberg en Joachim Rønning
- 2010 – Upperdog, regie: Sara Johnsen
- 2011 – Kongen av Bastøy, regie: Marius Holst
- 2012 – Få meg på, for faen!, regie: Jannicke Systad Jacobsen
- 2013 – Som du ser meg, regie: Dag Johan Haugerud
- 2014 – Tusen ganger god natt, regie: Erik Poppe
- 2015 – Børning, regie: Hallvard Bræin
- 2016 – Bølgen, regie: Martin Sundland en Are Heidenstrøm
- 2017 – Kongens nei, regie: Erik Poppe
- 2018 – Hva vil folk si, regie: Iram Haq
- 2019 – Ut og stjæle hester, regie: Hans Petter Moland
- 2020 – Barn, regie: Dag Johan Haugerud
- 2021 – Kunstneren og tyven, regie: Benjamin Ree

### Beste regisseur
- 2005 – Aksel Hennie - Uno
- 2006 – Jens Lien - Den brysomme mannen
- 2007 – Joachim Trier - Reprise
- 2008 – Stian Kristiansen - Mannen som elsket Yngve
- 2009 – Arild Fröhlich - Fatso
- 2010 – Arild Østin Ommundsen - Rottenetter
- 2011 – Erik Skjoldbjærg - Nokas
- 2012 – Joachim Trier - Oslo, 31. august
- 2013 – Dag Johan Haugerud - Som du ser meg
- 2014 – Eskil Vogt - Blind
- 2015 – Aslaug Holm - To brødre
- 2016 – Joachim Trier - Louder than Bombs
- 2017 - Izer Aliu - Fluefangeren
- 2018 - Iram Haq - Hva vil folk si
- 2019 - Hans Petter Moland - Ut og stjæle Hester
- 2020 - Dag Johan Haugerud - Barn
- 2021 - Yngvild Sve Flikke - Ninjababy

### Beste acteur
- 1985 – Helge Jordal in Orions belte
- 1986 – Nils Ole Oftebro in Du kan da ikke bare gå
- 1987 – Bjørn Sundquist in Over grensen
- 1988 – Erik Hivju in Tartuffe
- 1989 – Reidar Sørensen in Himmelplaneten
- 1990 – Sverre Anker Ousdal in Kreditorene
- 1991 – Per Sunderland in Dødsdansen
- 1992 – Wilfred Breistrand in Thomas F's siste nedtegnelser til almenheten
- 1993 – Hannu Kivioja in Tuhlaajapoika (Den fortapte sønn)
- 1994 – Espen Skjønberg in Secondløitnanten
- 1995 – Sverre Hansen en Kjell Stormoen in Eggs
- 1996 – Bjørn Sundquist in Søndagsengler
- 1997 – Robert Skjærstad in Budbringeren
- 1998 – Sverre Anker Ousdal in Blodsbånd
- 1999 – Ingar Helge Gimle in Absolutt blåmandag
- 2000 – Bjørn Sundquist in Sejer - se deg ikke tilbake
- 2001 – Svein Scharffenberg in Når nettene blir lange
- 2002 – Robert Stoltenberg in Borettslaget
- 2003 – Aksel Hennie in Jonny Vang
- 2004 – Anders Baasmo Christiansen in Buddy
- 2005 – Kristoffer Joner in Naboer
- 2006 – Trond Fausa Aurvåg in Den brysomme mannen
- 2007 – Raouf Saraj in Vinterland
- 2008 – Trond Espen Seim in Varg Veum - Falne engler
- 2009 – Aksel Hennie in Max Manus
- 2010 – Stellan Skarsgård in En ganske snill mann
- 2011 – Henrik Rafaelsen in Sykt lykkelig
- 2012 – Kristoffer Joner in Kompanin Orheim
- 2013 – Pål Sverre Hagen in Kon-Tiki
- 2014 – Aksel Hennie in Pioner
- 2015 – Bjørn Sundquist in Her er Harold
- 2016 – Anders Baasmo Christiansen in Welcome to Norway
- 2017 - Kristoffer Joner in Hjertestart
- 2018 - Adil Hussain in Hva vil folk si
- 2019 - Tobias Santelmann in Mordene i Kongo
- 2020 - Jan Gunnar Røise in Barn
- 2021 - Jakob Oftebro in Den største forbrytelsen

### Beste actrice
- 1985 – Tone Danielsen in Det gode mennesket in Sezuan
- 1986 – Anne Marie Ottersen in Hustruer - ti år etter
- 1987 – Marianne Krogh in Fri
- 1988 – Anne Krigsvoll in Av måneskinn gror det ingenting
- 1989 – Amanda Ooms in Karachi
- 1990 – Camilla Strøm Henriksen in En håndfull tid
- 1991 – Lise Fjeldstad in Dødsdansen
- 1992 – Anneke von der Lippe in Krigerens hjerte
- 1993 – Marie Richardson in Telegrafisten
- 1994 – Harriet Andersson in Høyere enn himmelen
- 1995 – Anneke von der Lippe in Over stork og stein en Pan
- 1996 – Rut Tellefsen in Kristin Lavransdatter
- 1997 – Elin Anne Linnestad in Budbringeren
- 1998 – Kjerstin Elvik in Salige er de som tørster
- 1999 – Brit Elisabeth Haagensli in Absolutt blåmandag
- 2000 – Kjerstin Holmen in S.O.S. en Sofies verden
- 2001 – Hildegun Riise in Detektor
- 2002 – Maria Bonnevie in Jeg er Dina
- 2003 – Lena Endre in Musikk for bryllup og begravelser
- 2004 – Ane Dahl Torp in Svarte penger - hvite løgner
- 2005 – Annika Hallin in Vinterkyss
- 2006 – Ane Dahl Torp in Gymnaslærer Pedersen
- 2007 – Ingrid Bolsø Berdal in Fritt vilt
- 2008 – Anni-Kristiina Juuso in Kautokeino-opprøret
- 2009 – Ellen Dorrit Petersen in Iskyss
- 2010 – Agnieszka Grochowska in Upperdog
- 2011 – Line Verndal in Limbo
- 2012 – Noomi Rapace in Babycall
- 2013 – Laila Goody in Som du ser meg
- 2014 – Ellen Dorrit Petersen in Blind
- 2015 – Ine Marie Wilmann in De nærmeste
- 2016 – Liv Bernhoft Osa in Pyromanen
- 2017 - Ruby Dagnall in Rosemari
- 2018 - Andrea Berntzen in Utøya 22. juli
- 2019 - Pia Tjelta in Blindsone
- 2020 - Andrea Bræin Hovig in Håp
- 2021 - Kristine Kujath Thorp in Ninjababy